# Ramsebosjön
Ramsebosjön är en sjö i Hultsfreds kommun i Småland och ingår i Emåns huvudavrinningsområde. Sjön är 14,5 meter djup, har en yta på 0,803 kvadratkilometer och befinner sig 161,9 meter över havet.

## Delavrinningsområde
Ramsebosjön ingår i det delavrinningsområde (635441-148741) som SMHI kallar för Mynnar i Gårdvedaån. Medelhöjden är 168 meter över havet och ytan är 20,9 kvadratkilometer. Räknas de 2 avrinningsområdena uppströms in blir den ackumulerade arean 49,34 kvadratkilometer. Lillån som avvattnar avrinningsområdet har biflödesordning 3, vilket innebär att vattnet flödar genom totalt 3 vattendrag innan det når havet efter 119 kilometer. Avrinningsområdet består mestadels av skog (76 procent). Avrinningsområdet har 1,07 kvadratkilometer vattenytor vilket ger det en sjöprocent på 5,1 procent. Bebyggelsen i området täcker en yta av 0,59 kvadratkilometer eller 3 procent av avrinningsområdet.